# Порозове
По́розове — село в Україні, у Рівненському районі Рівненської області. Населення становить 260 осіб. 
У записах Порозово - придорожній хутірець - згадується з кінця 18 століття. Акт 1783 року вміщує скаргу на тайкурських дозорців, які "в Порозове" пограбували корчму. Роком пізніше датується пожежа, внаслідок якої дотла вигоріло "Порозовское селение".  
У 1806 році згадується "двор порозовского лесника". Починаючи з 1870 року, "Порозово" часто фігурує в актах, як місце, де осідають німецькі колоністи. Вони корчують ліси, обробляють землю, засновують фабрику паркету та інші дрібні промисли: столярний, будівельний, цегельний, дьогтярний. 
У 1940 році німців вивезли, а їх місце зайняли переселенці з Польщі, жителі з околишніх сіл, хуторів. 
Назва Порозове (колись - Порозов, Порозово) відноситься до формувань, які символізували приналежність. З цих міркувань слід шукати в Порозовому прізвище (прізвисько). І воно існує. Засвідчене з 1498 року: "Пороз Евдоким, крестьянин о города Обонежья". 
Походження назви "Порозове" не виявлено. Можливо, раніше в околиці села залягав колись густий ліс, де серед інших звірів гарцювали дикі кабани. Тоді їх називали порозами, звідки й Порозове. 
У Порозові куток на схід від автошляху іменують Америка, бо тут жили багаті, а в протилежному боці, де осіли бідні, Абіссінія. Низину озерцями, джерелами в напрямку села Корнина називали Гапчиною долиною, а висотне місце по дорозі на М'ятин - Кацапчині гори. В урочищі Долина було озерце - місце обрядових ритуалів колоністів. Насип, де прокладали залізничну дорогу іменують Вал, а місце за селом - Коло вітряка. В іншому боці є Лиса гора, Савковий горб, М'ятинщина. 

## Пам'ятки
Біля села розташоване Порозівське заповідне урочище.